# Luigi Tenco
Luigi Tenco (21 tháng 3 năm 1938 - 27 tháng 1 năm 1967) là một ca sĩ, nhạc sĩ người Ý. Sau khi tự tử, anh trở thành một biểu tượng văn hóa của tình yêu và tuyệt vọng nghệ thuật. Nguyên nhân cái chết của Luigi hiện vẫn chưa rõ ràng và còn gây nhiều tranh cãi.

## Tiểu sử
Tenco được sinh ra tại Cassine (tỉnh Alessandria) vào năm 1938, là con trai của Teresa Zoccola và Giuseppe Tenco. Cha anh mất từ khi mới ra đời. Có tin đồn rằng Luigi Tenco là kết quả của mối quan hệ ngoại tình của mẹ mình.
Tenco đã trải qua thời thơ ấu ở Cassine và Ricaldone cho đến năm 1948, khi anh chuyển đến Liguria, nơi mẹ ông có một cửa hàng rượu tên là Enos ở khu phố La Foce. Khi còn học trung học, Tenco đã thành lập ban nhạc mang tên Jelly Roll Morton Boys Jazz. Anh là giọng ca chủ lực của nhóm và cũng là tay chơi clarinet. Hai thành viên còn lại của nhóm sau này đều trở thành những ca sĩ nổi tiếng nước Ý.
Tenco lần đầu ra mắt giới âm nhạc chuyên môn Ý khi anh chơi trong ban nhạc I Cavalieri, bao gồm Giampiero Reverberi và Enzo Jannacci cùng với vài tay chơi nhạc khác. Trong thời gian này, Tenco sử dụng nghệ danh Gigi Mai.
Năm 1961, Tenco cho phát hành đĩa đơn đầu tiên dưới tên thật của mình, mang tên Quando.
Có thời gian anh theo học tại trường chuyên về kỹ thuật điện tử để thỏa mãn theo mong muốn của mẹ và anh trai. Tuy vậy chàng ca sĩ lại thất bại hai lần trong kỳ thi Hình học Phân tích. Sau đó, anh được ghi danh vào trường khoa học chính trị, nhưng chỉ tham gia đúng hai kỳ thi.
Tenco bắt đầu quan tâm đến điện ảnh. Năm 1962, anh tham gia bộ phim La Cuccagna của Luciano Salce, hợp tác sản xuất khâu nhạc nền của phim.  Trong thời gian này, Tenco thân thiết với nhà thơ vô chính phủ nổi tiếng Riccardo Mannerini. Tuy nhiên, vào năm 1963, tình bạn giữa hai người tan vỡ vì họ cùng đem lòng yêu nữ diễn viên Stefania Sandrelli.
Đĩa than đầu tiên của Tenco được phát hành vào năm 1962, Ballate E Canzoni. Trong đó có bài hát "Cara Maestra" đã bị loại bỏ khỏi album do không qua được khâu kiểm duyệt. Các nhà kiểm duyệt sau đó cũng yêu cầu anh loại bỏ ca khúc "Io Sì" và "Una Brava Ragazza" do có quá nhiều hình ảnh gợi dục trong phần lời nhạc. Vào tháng 9 năm 1964, chàng ca sĩ lại cho phát hành "Ho capito che ti amo" - một bài hát do anh viết lời và phổ nhạc bởi Ezio Leoni.
Tại Rome n,m 1966 Tenco đã gặp và kết bạn với danh ca nổi tiếng nước Pháp Dalida. Ban đầu, cô đóng vai trò người thầy dìu dắt anh, tuy nhiên hai người mau chóng nảy sinh tình cảm, cuối cùng họ trở thành tình nhân.

## Bi kịch tại Sanremo
Năm 1967, Tenco tham gia Liên hoan Âm nhạc Ý tổ chức ở Sanremo. Nhiều người đồn rằng anh bị ép buộc phải tham gia chương trình, trái với mong muốn của mình. Trong Liên hoan, anh đã trình bày ca khúc "Ciao Amore Ciao" (Từ biệt nhé người tình) cùng với Dalida. Ngày nay, đoạn băng ghi hình màn trình diễn của hai người đã bị thất lạc; tuy nhiên, phần thu thanh từ radio vẫn còn được lưu giữ.
Tenco nổ súng tự tử vào ngày 27 tháng 1 năm 1967, ở tuổi 28, vì quá phẫn nộ khi biết rằng ca khúc của anh đã bị loại khỏi đêm chung kết. Danh ca Dalida phát hiện ra thi thể của anh trong phòng khách sạn hai người đã thuê. Tenco chết với vết đạn trên thái dương trái, bên cạnh đó là một mẩu ghi chú anh để lại: "Tôi thực lòng quan tâm đến công chúng Ý và đã cống hiến những 5 năm cuộc đời mình cho họ một cách đầy vô ích. Tôi làm thế này không phải vì bản thân đã quá chán chường cuộc sống, đây chỉ là một cử chỉ để phản đối công chúng vì đã chọn bài "Io tu e le rose" cho đêm chung kết, và cũng là sự phản kháng đối với ban giám khảo vì đã chọn bài La rivoluzione. Mong rằng cái chết của tôi sẽ khiến các người sáng tỏ". Đáng buồn thay chỉ ngay buổi sáng hôm đó, Tenco và Dalida đã thông báo riêng với nhà sản xuất âm nhạc Paolo Dossena về dự định làm đám cưới sắp tới.
Tenco được chôn cất ở Ricaldone. Năm 1974, Giải thưởng Tenco được thành lập và được tổ chức hàng năm kể từ sự kiện tự sát ở Sanremo. Nhiều ca sĩ, nhạc sĩ Ý nổi tiếng từ những năm 1970 đã chia sẻ rằng cái chết của Tenco đã ảnh hưởng nhiều lên công việc của họ. Album Bufalo Bill năm 1976 của Francesco De Gregori có một bài hát tên là "Festival", nói về việc Tenco tự sát; ca khúc cũng phê phán thói đạo đức giả của các chương trình âm nhạc, cho thấy rằng họ thường xuyên đưa ra những quyết định không công bằng để tăng thêm độ kịch tính cho chương trình cũng như chèo kéo người xem.